# Coprinaceae
Coprinaceae is een familie van schimmels uit de orde Agaricales. Het typegeslacht is Coprinus, maar volgens Index Fungorum is deze later heringedeeld naar de familie Agaricaceae. Volgens GBIF is deze familie een synoniem met Agaricaceae .
De paddenstoelen uit deze familie zijn vaak teer, ontwikkelen zich snel en leven relatief kort. Bij jonge exemplaren is de hoed meestal klokvormig, later gaat deze zich meer uitspreiden. 